# Urlugaledinna

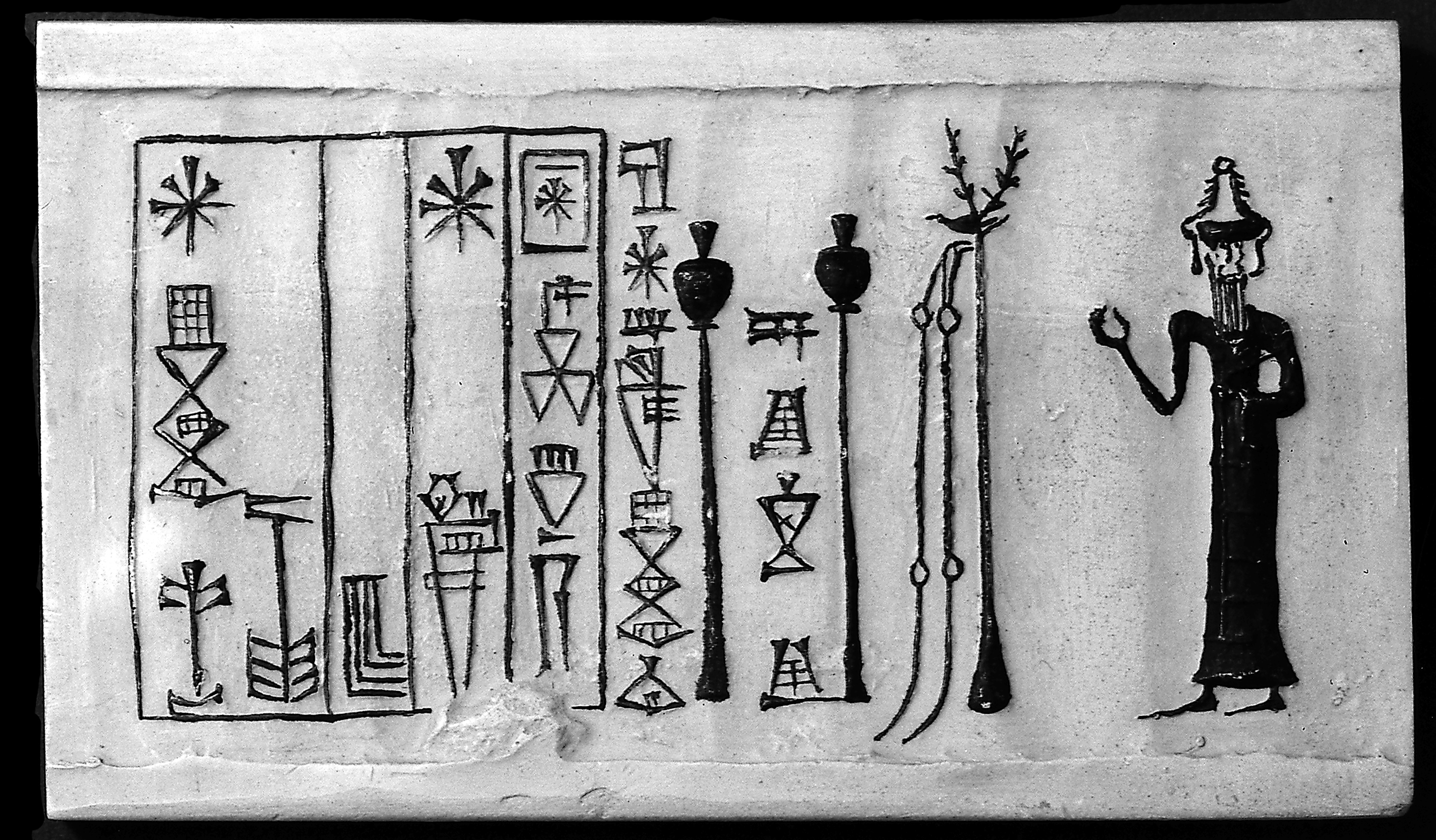
Pečeť Urlugaledinna

Urlugaledinna byl první známý veterinární lékař, je také označován za „otce veterinářů“, kromě zvířat však léčil i lidské pacienty. Žil na počátku doby bronzové, přibližně 3000 let před naším letopočtem v Mezopotámii, tj. v oblasti dnešní Sýrie, Íránu, Iráku, Turecka a Kuvajtu. Mezopotámie tehdy byla skupinou městských států a Urlugaledinna žil v městském státě Lagaš. Zde působil v době vlády syna Gudei, Ur-Ningirsu. Měl pravděpodobně vysoký sociální status, protože ostatní veterinární lékaři nejsou zmiňováni v textech jmenovitě, maximálně jako lékaři volů či oslů. O jeho existenci víme díky dochovanému pečetidlu.